# Daei-dong
Daei-dong (koreanska: 대이동) är en stadsdel i staden Pohang i provinsen Norra Gyeongsang i den östra delen av Sydkorea, 270 km sydost om huvudstaden Seoul. Den ligger i det södra stadsdistriktet, Nam-gu. I Daei-dong ligger Pohangs stadshus.